# Нижний город (фильм)
«Нижний город» (порт. Cidade baixa) — драматический фильм бразильского режиссёра Сержио Машадо. Нижний город — название одного из районов Салвадора, штат Баия.

## Сюжет
Закадычные друзья, Деко и Налдиньо, владеют на двоих старым судном в Салвадоре. Их дружба испытывается на прочность после того, как они соглашаются подвезти танцовщицу и проститутку Каринну, в которую оба влюбляются.

## В ролях
| Актёр        | Роль     |
| ------------ | -------- |
| Алиси Брага  | Каринна  |
| Вагнер Моура | Налдиньо |
| Лазару Рамос | Деко     |